# Liste des édifices religieux de Monaco

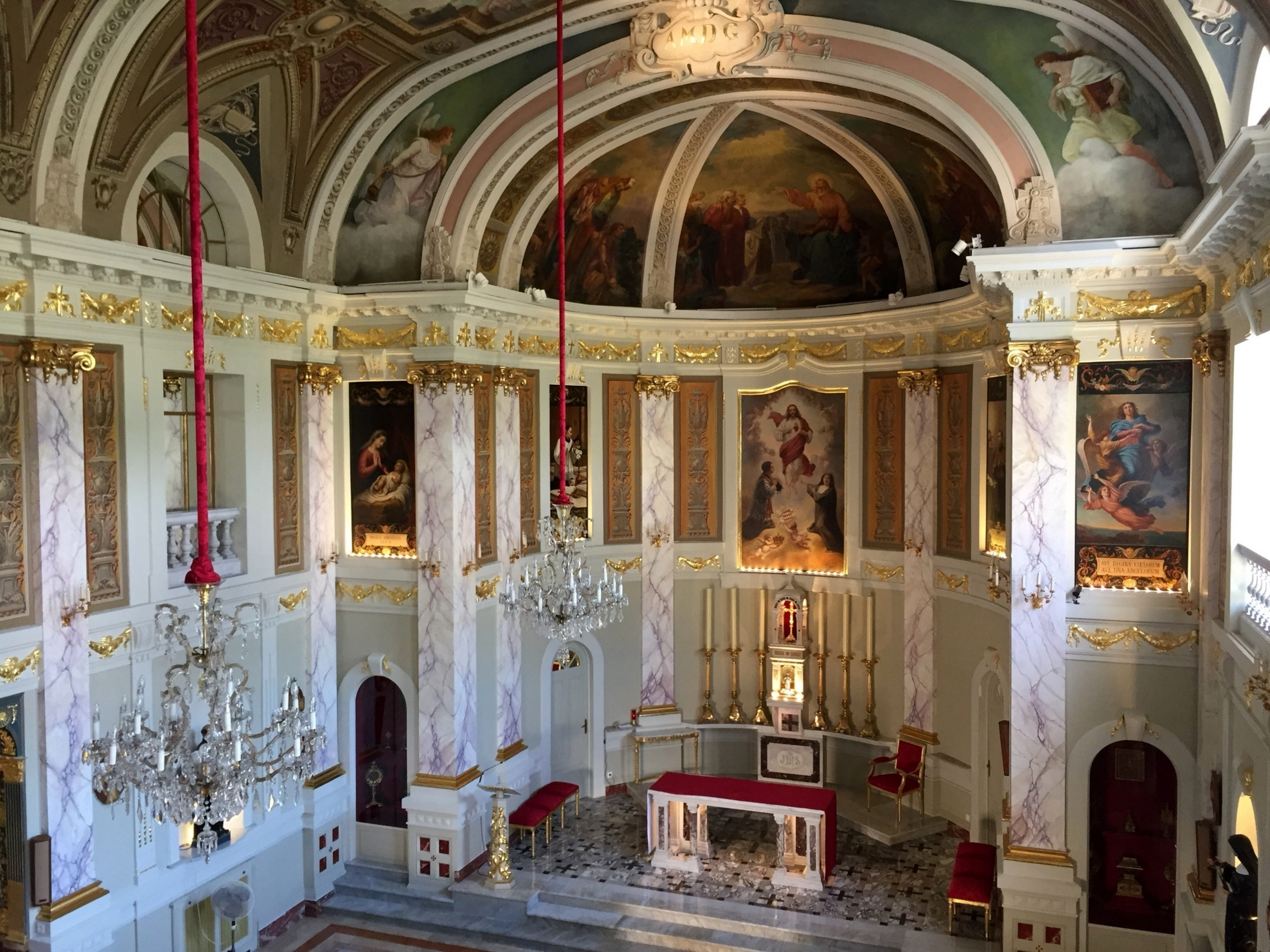
Vue d'ensemble de la nef de l'église du Sacré-Cœur.

Cet article recense les édifices religieux de Monaco. Dans cette cité-État, selon l'article 9 de la constitution, « la religion catholique, apostolique et romaine est religion d’État ». Il est par ailleurs à noter que sainte Dévote est la patronne traditionnelle de la principauté et que les princes et membres de la famille princière sont enterrés en la cathédrale.

## Catholicisme
| Dénomination                                     | Quartier       | Coordonnées                 | Illustration |
| ------------------------------------------------ | -------------- | --------------------------- | ------------ |
| Cathédrale Notre-Dame-Immaculée                  | Monaco-Ville   | 43° 43′ 49″ N, 7° 25′ 22″ E |              |
| Église Saint-Nicolas                             | Fontvieille    | 43° 43′ 41″ N, 7° 25′ 06″ E |              |
| Église Sainte-Dévote                             | La Condamine   | 43° 44′ 15″ N, 7° 25′ 16″ E |              |
| Église Saint-Charles                             | Monte-Carlo    | 43° 44′ 33″ N, 7° 25′ 38″ E |              |
| Église Saint-Martin                              | La Condamine   | 43° 44′ 00″ N, 7° 25′ 01″ E |              |
| Église du Sacré-Cœur                             | Les Moneghetti | 43° 44′ 16″ N, 7° 25′ 03″ E |              |
| Église Sainte-Thérèse (dite chapelle des Carmes) | Le Larvotto    | 43° 44′ 56″ N, 7° 26′ 05″ E |              |
| Chapelle de la Miséricorde                       | Monaco-Ville   | 43° 43′ 52″ N, 7° 25′ 24″ E |              |
| Chapelle de la Visitation                        | Monaco-Ville   | 43° 43′ 54″ N, 7° 25′ 30″ E |              |
| Chapelle des Chevaliers-du-Saint-Sépulcre        | Monaco-Ville   | 43° 43′ 54″ N, 7° 25′ 25″ E |              |
| Chapelle Saint-Honoré                            | Monaco-Ville   | 43° 43′ 55″ N, 7° 25′ 35″ E |              |
| Chapelle Saint-Jean-Baptiste                     | Monaco-Ville   | 43° 43′ 53″ N, 7° 25′ 10″ E |              |
| Chapelle de l'Annonciade                         | La Rousse      | 43° 44′ 51″ N, 7° 25′ 51″ E |              |

## Protestantisme
| Dénomination                | Quartier     | Coordonnées | Illustration |
| --------------------------- | ------------ | ----------- | ------------ |
| Temple protestant de Monaco | Monaco-Ville |             |              |

## Judaïsme
| Dénomination              | Quartier    | Coordonnées                 | Illustration |
| ------------------------- | ----------- | --------------------------- | ------------ |
| Synagogue Edmond J. Safra | Monte-Carlo | 43° 44′ 17″ N, 7° 25′ 24″ E |              |